# Iouri Podladtchikov
Iouri Podladtchikov –en ruso, Юрий Подладчиков– (Podolsk, URSS, 13 de septiembre de 1988) es un deportista suizo de origen ruso que compite en snowboard, especialista en la prueba de halfpipe.
Participó en tres Juegos Olímpicos de Invierno, entre los años 2006 y 2014, obteniendo una medalla de oro en Sochi 2014 y el cuarto lugar en Vancouver 2010.
Ganó tres medallas en el Campeonato Mundial de Snowboard entre los años 2011 y 2017. Adicionalmente, consiguió cuatro medallas en los X Games de Invierno.

## Medallero internacional
| Juegos Olímpicos   | Juegos Olímpicos       | Juegos Olímpicos | Juegos Olímpicos |
| Año                | Lugar                  | Medalla          | Prueba           |
| ------------------ | ---------------------- | ---------------- | ---------------- |
| 2014               | Sochi (Rusia)          | Medalla de oro   | Halfpipe         |
| Campeonato Mundial |                        |                  |                  |
| Año                | Lugar                  | Medalla          | Prueba           |
| 2011               | La Molina (España)     | Medalla de plata | Halfpipe         |
| 2013               | Stoneham (Canadá)      | Medalla de oro   | Halfpipe         |
| 2017               | Sierra Nevada (España) | Medalla de plata | Halfpipe         |

| X Games de Invierno | X Games de Invierno    | X Games de Invierno | X Games de Invierno |
| Año                 | Lugar                  | Medalla             | Prueba              |
| ------------------- | ---------------------- | ------------------- | ------------------- |
| 2010                | Aspen (Estados Unidos) | Medalla de plata    | Superpipe           |
| 2012                | Aspen (Estados Unidos) | Medalla de plata    | Superpipe           |
| 2015                | Aspen (Estados Unidos) | Medalla de bronce   | Superpipe           |
| 2016                | Oslo (Noruega)         | Medalla de plata    | Superpipe           |